# Göl, Vezirköprü
Göl là một thị trấn thuộc huyện Vezirköprü, tỉnh Samsun, Thổ Nhĩ Kỳ. Dân số thời điểm năm 2010 là 2.27 người.